# Dickhörnige Seerose
Die Dickhörnige Seerose (Urticina felina) ist eine Seeanemone (Actiniaria), die im nördlichen Atlantik, im Nördlichen Eismeer, im Ärmelkanal, in der Nordsee und der westlichen Ostsee vorkommt. Dort lebt sie auf felsigen Untergründen, an Molen und Brückenpfeilern von der Gezeitenzone bis in 600 m Tiefe.

## Merkmale
Diese Seerose erkennt man leicht an ihrem gedrungenen, zylindrischen und sehr kräftigen entwickelten Rumpf, der mit einer starken, jedoch nicht überstehenden Fußscheibe am Untergrund befestigt ist. Um das große Mundfeld stehen 80 bis 160 kräftige Fangarme, die nicht wie bei der Pferdeaktinie spitz auslaufen, sondern stumpf enden. Zahlreiche Saugwarzen an der Rumpfaußenseite halten viele Algen, Sand- und Schillpartikel fest und verdecken so die eigentliche Körperwand. Die Färbung der Tiere ist sehr variabel. Neben einfarbigen Exemplaren (z. B. leuchtend rot oder grün, dann leicht zu verwechseln mit der Pferdeaktinie) existieren zahlreiche Zeichnungsvariationen. Die Außenseite des Rumpfs kann gebändert oder gefleckt sein, die Basis der Fangarme ist häufig von zwei Längsstreifen flankiert, die sich an der Tentakelbasis vereinigen und zur Mund-/Afteröffnung weiterlaufen. Die Fangarme selbst sind häufig bunt gebändert. Die Farben schwanken zwischen schmutzigweiß, Gelb, Rot, Braun, Grün, Blau und fast Schwarz. Im ausgestreckten Zustand erreichen die Tiere eine Höhe von 15 cm. Die Spannweite der Tentakelkrone beträgt bis 20 cm.

## Lebensweise
Besonders häufig kann man die Seerose in kleineren Gruppen, dicht beieinander stehend in größeren, Licht durchfluteten Gezeitentümpeln finden. Ihre volle Aktivität entfalten die Seerosen mit Einbruch der Nacht. Dann fangen sie mit ihren kräftigen Armen aus dem Wasser kleine Fische, Garnelen und andere Kleinkrebse heraus und stopfen diese, nachdem sie sie kräftig genesselt haben, direkt in die Körperöffnung. Ein Mensch, der seinen Finger in die Tentakelkrone hält, spürt die klebrige Haftwirkung der Fangarme ganz deutlich, die Berührung ist jedoch ungefährlich und er wird nicht gefährlich genesselt. Im Ruhezustand werden die Fangarme zurückgezogen. Das gleiche Verhalten kann man auch beobachten, wenn die Tiere, die in der Gezeitenzone leben, trockenfallen und ihnen ein zu großer Wasserverlust droht. Dem Betrachter erscheinen sie dann nur noch als unansehnlicher, kleiner, weicher Klumpen, der nichts von der Schönheit erahnen lässt, die die Anemone unter Wasser entfaltet. Durch die Tarnung mit angehefteten Partikeln und Algen sind die Seerosen im Freiland ohnehin sehr schwer auszumachen. Längere Hungerphasen überstehen die Seerosen durch ihre niedrige Stoffwechselaktivität ohne Schaden. Im Notfall können sie sich von den eigenen Körperreserven ernähren. Ihre Genügsamkeit macht sie zu beliebten Schauobjekten in öffentlichen Meeresaquarien. Seerosen sind getrennt geschlechtlich. Zur Fortpflanzung geben die Männchen ihre Spermien ins freie Wasser ab. Von dort aus gelangen sie in den Innenraum der Weibchen und befruchten die Eier. Entsprechend der Güte der Umweltbedingungen (z. B. Salzgehalt des Wassers, Temperaturhöhe und -schwankungen) werden die befruchteten Eier entweder ins freie Wasser abgegeben oder im Körperhohlraum so lange zurückgehalten, bis sich schließlich vollständig entwickelte Jungtiere gebildet haben. Diese werden durch die Körperöffnung ausgestoßen und verdriften mit der Wasserströmung.